# Подземная АТЭС
Подземная АТЭС, Подземная атомная теплоэлектростанция, ПАТЭС — атомная (ядерная) энергетическая установка, реактор которой расположен в подземном помещении (шахте, штольне).
Существуют и разрабатываются проекты подземных АТЭС как большой, так и малой мощности, последние основаны на разработках судовых энергетических установок.
Термин введён главным конструктором малых АЭС Э. Л. Петровым; аббревиатура ПАТЭС имеет два значения — Плавучая АТЭС и Подземная АТЭС, что может вызывать путаницу.

## Описание
Размещение АЭС под землей имеет несколько преимуществ:
- конструкции не требуют разборки и утилизации, захоронение радиоактивных материалов упрощено — достаточно провести остекловывание реакторного оборудования после извлечения отработанного топлива;
- многометровый слой горной породы защищает реактор как от ракет в случае военных действий, так и от террористических атак;
- в случае ядерной аварии утечки радиоактивных материалов минимальны и последствия относительно легко ликвидируются путём захоронения повреждённого реактора целиком.

При этом частично подземная АЭС, когда в подземных помещениях размещены только реакторы, обладает недостатком — сложно обеспечить отсутствие утечек у протяжённых трубопроводов между реактором и турбоагрегатами.
Использование в качестве подземных АТЭС компактных маломощных (десятки-сотни мегаватт) энергетических установок, аналогичных судовым с десятилетиями накопленным опытом их эксплуатации и минимальным обслуживанием в течение срока службы, даёт дополнительные преимущества, так как требует гораздо меньших затрат на строительство.

## История
Мысли о размещении реакторных установок в подземном пространстве высказывали ак. А. Д. Сахаров, ак. Л. П. Феоктистов и Э. Теллер. 

### Реализованные проекты
Красноярская подземная атомная ТЭЦ в составе Красноярского горно-химического комбината с реактором АДЭ-2, с 1966 до 2010 года поставлявшая тепловую и электрическую энергию для города Железногорска — первая в мире ПАТЭС.